# YOU GET TO BURNING
『YOU GET TO BURNING』（ユー・ゲット・トゥー・バーニング）は、松澤由美の1枚目のシングル。

## 解説
1996年10月に放映開始した、『機動戦艦ナデシコ』のテレビシリーズの主題歌として制作。作詞、作曲共にスターチャイルド作品に数多く携わって来た、有森と大森が担当。
当該楽曲の歌唱担当歌手はスターチャイルド側のコンペにより広くテープオーディションを募り、タイトなスケジュールな中で選考を行った結果、当時歌手を志望していたファッションモデルであった松澤に決定し、当該楽曲で歌手デビューとなった。
当時、当該楽曲のオーディションの過程の中で、松澤は自己判断でメロディに感嘆符を作詞してオーディションテープを制作して送付した為、不合格扱いとなっていた。
しかし、前述のスケジュールがタイトな状態でオーディションが進まない最中、落選者含めて再度オーディションを実施した結果、プロデューサーの大月が松澤に後日談として、歌唱がそれ程上手く無くて下手さ加減が丁度よかった事に反応して選出した事を伝えている。
楽曲発売から13年が経過した2010年2月17日に同作品のBlu-ray BOX発売と同時にデジタルリマスターを実施したマキシシングル盤を再リリースリマスター盤のカップリングは『劇場版』の主題歌であった、「Dearest」が収録されており、アルバムカバーとは別に2005年9月7日にangelaがカバーシングルをリリースしており、こちらのカップリングも同じく「Dearest」が収録されている。
ジャケットのデザインはオリジナル盤及びリマスター盤は両サイド共に歌唱アーティストの写真はプリントされず、ナデシコの主要キャラクターがプリントされているが、angela盤は表ジャケットは2人の写真になっており、裏面はアキトとユリカの2人のみのデザインイラストが採用されている。

## 収録曲

### オリジナル
1. YOU GET TO BURNING [4:12]
作詞：有森聡美 / 作曲・編曲：大森俊之
  - テレビ東京系アニメ『機動戦艦ナデシコ』オープニングテーマ
2. 私らしく [4:53]
作詞：松浦有希 / 作曲・編曲：松浦有希・吉田潔
  - テレビ東京系アニメ『機動戦艦ナデシコ』エンディングテーマ
3. YOU GET TO BURNING（off vocal）
4. 私らしく（off vocal）

### リマスター盤
1. YOU GET TO BURNING [4:12]
2. 私らしく [4:54]
3. Dearest [5:20]
作詞：有森聡美 / 作曲・編曲：大森俊之
  - 東映配給映画『機動戦艦ナデシコ -The prince of darkness-』主題歌
4. YOU GET TO BURNING（off vocal）
5. 私らしく（off vocal）
6. Dearest（off vocal）

### angela盤
1. YOU GET TO BURNING [4:12]
2. Dearest [4:35]
作詞：有森聡美 / 作曲：大森俊之 / 編曲：KATSU
3. YOU GET TO BURNING（off vocal）
4. Dearest（off vocal）

## カバー
| 曲名               | アーティスト                | 収録アルバム       | 発売日                  | 規格       | 規格品番 | 備考 |
| ------------------ | --------------------------- | ------------------ | ----------------------- | ---------- | --- | ---- |
| YOU GET TO BURNING | 南央美（ホシノ・ルリ）      | 『電子の妖精』     | 1999年8月27日           |            | KICA-477 |      |
| 奥井雅美           | 『マサミコブシ』            | 2003年5月1日       |                         | KICS-1167  | 2024年4月から開始した「KING AMUSEMENT CREATIVE DIGITAL SELL」のラジオスポットCMのBGMとしても採用されている。 |      |
| angela             | -                           | 2005年9月7日       |                         | KICM-3108  | シングルカバーでリリース。                                                                                   |      |
| M.O.E.             | 『俺たちの歌を聴くCD』      | 2011年6月8日       |                         | MMCC-4270  | |      |
| Trefle             | 『アニソン神曲+チェンクロ』 | 2013年10月23日     |                         | SSHC-1002  | |      |
| 森口博子           | 『ANISON COVERS 2』         | 2024年8月7日       | CD+Blu-ray (初回限定盤) | KICS-94160 | |      |
| CD (通常盤)        | KICS-4160                   |                    |                         |            | |      |
| 私らしく           | Liaison                     | 『Stella Bambina』 | 1997年8月21日           |            | KICS-629 |      |